# Brakemine
Brakemine – brytyjski eksperymentalny pocisk rakietowy ziemia-powietrze z końcowego okresu II wojny światowej. Był to jedyny brytyjski pocisk przeciwlotniczy zaprojektowany w czasie wojny,.

## Historia
Pomysł pocisku pochodzi od kapitana H. B. Sedgefielda z Royal Electrical and Mechanical Engineers (REME), który w 1942 w prywatnym liście opisał kierowany radarem pocisk rakietowey.  Idea została rozwinięta przez pracujących dla firmy elektronicznej A.C. Cossor, L. H. Bedforda i L. Jofeha, i 27 kwietnia 1943. dowództwo Anti-Aircraft Command (AAC) wyraziło zgodę na rozpoczęcie prac nad rakietą w należących do AAC Reseach and Experimental Workshops w Royal Park.  Prace miały odbywać się pod nadzorem A.C. Cossor, która to firma ponosiła także wszystkie koszty z tym związane.
Pierwsze plany powstały 7 lutego 1944 i pokazywały prostą rakietę z czterema lotkami i czterema 3-calowymi silnikami startowymi wokół kadłuba.  Ta konfiguracja już 48 godzin później została zmieniona na sześć silników startowych i pojedyncze, samolotowe skrzydła.  W pracach nad rakietą brały udział takie firmy jak Fairey Aviation, Hoffman Bearings, High Duty Alloys, Gillette i Sperry.
Pierwsza, nieudana próba odbyła się we wrześniu 1944 i testy rakiety były kontynuowane przez następne trzy lata, łącznie zbudowano około 20 wersji tej rakiety.  W 1947 zespół badawczy została rozwiązany z powodu braku funduszy na kontynuowanie programu i braku zainteresowania ze strony armii.